# Killers (film, 2010)
Killers är en amerikansk action-, komedi-, och thrillerfilm från 2010 i regi av Robert Luketic. Filmen hade biopremiär i Sverige den 16 juni 2010 och släpptes på DVD och blu-ray i Sverige den 20 oktober 2010. Filmen är tillåten från 11 år.

## Handling
Medan Jennifer "Jen" Kornfeldt (Katherine Heigl) är på semester med sina föräldrar i Cannes, möter hon Spencer Aimes (Ashton Kutcher), en snygg singelman. Jennifer och Spencer blir snart kära i varandra och fortsätter sitt förhållande när de kommer hem igen, och sen har de bråttom att gifta sig. Jen tycker att hon har funnit sin perfekta man, men hon vet inte att Spencer egentligen jobbar på CIA och ofta tillbringar sina dagar med att jaga och döda brottslingar. Deras liv är på väg att ta en vändning till det värsta när de upptäcker att en av deras vänner egentligen har ett uppdrag att döda Jen och Spencer. 

## Tagline
Marriage... give it your best shot.

## Rollista (i urval)
- Katherine Heigl - Jennifer "Jen" Kornfeldt
- Ashton Kutcher - Spencer Aimes
- Tom Selleck - Mr. Kornfeldt
- Catherine O'Hara - Mrs. Kornfeldt
- Katheryn Winnick - Vivian
- Kevin Sussman - Mac Bailey
- Lisa Ann Walter - Olivia
- Casey Wilson - Kristen
- Rob Riggle - Henry
- Martin Mull - Holbrook
- Alex Borstein - Lily Bailey
- Letoya Luckett - Amanda